# Parc provincial de Brown-Lowery
Le parc provincial de Brown-Lowery est un parc provincial en Alberta, au Canada, situé à 27 kilomètres au nord-ouest de Turner Valley et à 49 kilomètres au sud-ouest de Calgary.
Le parc a une superficie 3 km2 (1,2 mile2) et a une altitude de 1370 mètres (4490 pieds). Le parc a été établi le 29 octobre, 1992 et est maintenu par Alberta Tourism, Parks and Recreation.

## Activités
La randonnée pédestre et l'observation de la faune sont des activités populaires dans le parc.